# Крюков, Николай Петрович
Николай Петрович Крюков (5 января 1935, Сеничкин, Сталинградский край — 25 мая 2023, Краснодар) — советский военачальник, командующий 17-й воздушной армией, Заслуженный военный лётчик СССР, генерал-лейтенант авиации (1983).

## Биография
Родился 5 января 1935 года на хуторе Сеничкин Сталинградского края (ныне Михайловского района Волгоградской области). В 1953 году окончил 10 классов школы. В 1955 году окончил Армавирское военное авиационное училище лётчиков. По окончании училища назначен на должность лётчика-инструктора в училище. С 1971 года — на лётно-инструкторской работе в Ставропольском высшем военном авиационном училище лётчиков и штурманов, с 1973 года — заместитель начальника этого училища.
С 1975 года — начальник Армавирского высшего военного авиационного училища лётчиков. В 1983 году назначен заместителем командующего ВВС Киевского военного округа по боевой подготовке, с октября 1985 — командующим ВВС Киевского военного округа. После переименования ВВС округа — 17-й воздушной армией (Киевский военный округ).
С ноября 1990 года генерал-лейтенант авиации Крюков в запасе.
Заслуженный военный лётчик СССР (14.08.1975). Военный лётчик 1-го класса.
Жил в Краснодаре.
25 мая 2023 года на 89-м году жизни.

## Звания
- Генерал-майор авиации
- Генерал-лейтенант авиации — 1983 год.

## Награды
- Награждён орденами «За службу Родине в Вооружённых Силах СССР» II и III степеней, медалями.